# Гюйо, Ив
Ив Гюйо (фр. Yves Guyot; 6 сентября 1843, Динан (Франция) — 22 февраля 1928) — французский политический деятель.
В 1860-х гг. участвовал в радикальной газете «Rappel». Во время коммуны 1871 г. содействовал спасению от пожара национальных архивов и национальной библиотеки. Избранный в 1874 г. муниципальным советником, деятельно участвовал в течение многих лет в делах городского управления Парижа. В 1876 г. он был одним из организаторов Женевского международного конгресса против регламентации проституции. На почве этого вопроса вёл деятельную агитацию против парижской полицейской префектуры и за её резкость поплатился полугодовым тюремным заключением.
На муниципальных выборах 1884 г. не был избран. В депутаты был выбран в 1885 г. и примкнул к радикальной партии. В 1887 г. Гюйо, принимавший вообще деятельное участие в обсуждении финансовых вопросов, был избран главным докладчиком бюджетной комиссии. При образовании правительства П. Э. Тирара (22 февраля 1889) Гюйо получил портфель министра публичных работ и сохранял его до февраля 1892 г.
Гюйо принадлежит высказывание: «При социализме будет по меньшей мере два класса. Один из них будет состоять из чиновников, которые будут распределять тяжесть и результаты труда, а другой будет выполнять тяжелую работу по команде первых. Такое устройство не принесло бы с собой социального мира, поскольку политическая конкуренция заняла бы место экономической».

## Сочинения
Написал: «Etudes sur les doctrines sociales du christianisme» (1873); «Histoire des prolétaires» (1873); «La Science économique» (1881); «La prostitution» (1881); «La Police» (1883); «L’organisation municipale de Paris et de Londres» (1883); «L’impôt sur le revenu» (1887, доклад от имени бюджетной комиссии) и др. Им написано также несколько сатирических романов: «Un fou» (1884), «Un drôle» (1884) и др.
- Социальный ад. Семья Пишо : Роман / [Пер.] с фр. — Москва : тип. Н. Л. Пушкарева, 1882. — 352 с.
- Социальные учения христианства / Пер. с послед. доп. фр. изд. Ф. Капелюша. — Лейпциг ; Санкт-Петербург : «Мысль», А. Миллер, 1907 (Одесса). — VIII, 231 с.